# Luigi Cuccagni
Luigi Cuccagni (Città di Castello, 1740 – Roma, 7 novembre 1798) è stato un presbitero, scrittore e giornalista italiano.

## Biografia
Nato da Gaudenzio, nella diocesi di Città di Castello, forse nella frazione di Selci, apparteneva ad una famiglia di modesta condizione.
Nel 1762 ricevette la tonsura, quindi gli ordini minori; frequentava intanto un corso di filosofia a Città di Castello, dove fu alunno di Francesco Bargiacchi, di simpatie giansenistiche. Ottenne un posto gratuito al collegio Fuccioli di Roma - fondato dal vescovo, nato a Città di Castello, Giovanni Antonio Fuccioli - dove si dedicò a studi filosofici e teologici.
Ordinato sacerdote, insegnò Lettere al collegio Bandinelli di Roma, di cui era divenuto rettore Bargiacchi.  Entrò in contatto con l'archeologo e antiquario Pier Francesco Foggini e fu protetto dal cardinale Mario Compagnoni Marefoschi che nel 1772 sostenne la sua candidatura a rettore del Pontificio Collegio Irlandese, tolto alla Compagnia di Gesù. Stringeva amicizie nell'ambiente romano filogiansenista e agostiniano. Nel 1773 arrivò a Roma il giansenista, teologo e giurista Pietro Tamburini, che ebbe l'incarico di prefetto degli studi nel Collegio Irlandese. Dopo un periodo di fruttifera collaborazione, s'incrinò il rapporto fra Cuccagni e Tamburini, che nel 1780 si trasferì a Pavia.
Nel 1777 Luigi Cuccagni pubblicò la Vita di San Pietro principe degli apostoli, schierandosi contro l'immunità ecclesiastica e a favore dell'assoggettamento dei preti all'imposta, al pari dei laici. Sosteneva anche l'incapacità dell'uomo a resistere al male, senza l'aiuto della grazia divina. Ebbe aspre critiche negli ambienti filogesuiti.
A febbraio 1778 intervenne il Sant'Uffizio che esaminò l'opera, ma non condannò lo scritto.

### La reazione
Con il pontificato di Pio VI si manifestò un'accesa reazione al processo di laicizzazione della Chiesa. In Vaticano si mirava a contrastare le idee che costituivano basi dottrinali per una disobbedienza a Roma: sul contrasto all'autorità del papa, sulla Chiesa universale, si andavano infatti coalizzando gli scritti di giansenisti, di antigesuiti e di regalisti, tutti critici nei confronti di Roma. I difensori della Santa Sede ribadivano che l'unità della Chiesa si identificava col papa, pena la distruzione della religione stessa: ogni altra questione, teologica o morale, appariva quindi di secondo piano.
Luigi Cuccagni, al momento di pubblicare un secondo volume della Vita di San Pietro, fu chiamato dal papa, che gli chiese di rispondere, nella prefazione, alle critiche che gli erano state mosse: «Ella prenda pure quel sistema che vuole, se non le piace il tomistico, scelga l'agostiniano; ed anche il gesuitico, ché non m'importa. Stia pur nei confini del dogma, e sfugga i sensi delle proposizioni condannate, del resto prenda il sistema che vuole, purché sia sistema di scuola cattolica.».
Nel terzo volume (1781), Cuccagni affrontò la questione del potere episcopale, distinguendo tra "apostolato interiore", ricevuto alla consacrazione episcopale e "apostolato esteriore", nell'esercizio della giurisdizione episcopale della diocesi. Alcuni teologi della Sorbona e teologi di ambiente giansenista mostrarono aperto malumore, per questa tesi.
Pubblicò, sui poteri dei vescovi, Dell'apostolato e de' suoi diversi gradi (1782), quindi Lettera […] ai signori estensori del foglio periodico di Firenze che ha per titolo: Continuazione degli Annali ecclesiastici (1783) e Cinque lettere amichevoli al sig. ab. Vincenzo Besozzi milanese […] (1783), in cui difendeva il primato della giurisdizione del papa sulla Chiesa universale. Scrisse l'opuscolo Dell'apostolato e dell'episcopato. Lettera di un anonimo in difesa del signor abate L. C., agli estensori de' così detti Annali ecclesiastici di Firenze (1784).
La diffusione delle idee, attraverso la stampa e gli opuscoli, garantiva una rapidità di diffusione, prima sconosciuta. La Curia romana considerava ormai poco efficaci le armi repressive, come le condanne all'Indice: bisognava invece raggiungere un pubblico costituito da migliaia di preti e di frati, in genere culturalmente impreparati e pronti ad assorbire parole d'ordine, piuttosto che argomentazioni fornite da scritti voluminosi, anche se profondi.
Luigi Cuccagni, in difesa del potere di Roma, pubblicò Risposta di un teologo a un amico sopra il libro del sig. Don Pietro Tamburini che ha per titolo: Analisi del libro delle prescrizioni di Tertulliano (1784), tre lettere latine Ad Thaddeum S.R.I. Comitem de Trautmansdorf contra librum De tolerantia ecclesiastica et civili (1785) e il trattato De mutuis Ecclesiae et Imperii officiis […] (1785), testi che confutavano le idee, professate da Tamburini nelle sue lezioni di teologia a Pavia.

### Il "Giornale ecclesiastico" di Roma
Per contrastare l'azione di propaganda, svolta dagli "Annali ecclesiastici" di Firenze, egli utilizzò prima le "Efemeridi letterarie" di Roma, poi nel 1785, insieme ad un gruppo di presbiteri, fondò il "Giornale ecclesiastico". Al gruppo appartenevano: l'abate Giovanni Marchetti, segretario di  Giuseppe Mattei, duca di Giove; Clemente Biagi, lettore di diritto canonico a Propaganda Fide; Germano Beduschi, lettore di filosofia e teologia nelle scuole dei Camaldolesi; Giuseppe Fontana, abate della basilica di Santa Pudenziana; l'abate Giulio Maria Alvisini, prefetto del Collegio Ibernese; infine Bartolomeo Cuccagni, fratello di Luigi. Si aggiunsero l'abate Serafino Viviani, censore dell'Accademia teologica della Sapienza; il giurista Giovanni Barberi, il teologo Michelangelo Toni e l'abate Domenico A. Marsella, professore di lettere all'università Gregoriana.
La direzione venne affidata a Luigi Cuccagni. Il primo numero del "Giornale ecclesiastico" di Roma uscì il 2 luglio 1785. Il periodico era impostato su una linea critica, nei confronti della dogmatica e della morale gesuitiche: l'alleanza, stretta tra alcuni gruppi giansenistici e i governi riformatori, aveva mostrato alla Curia romana lo spettro dell'illuminismo, nei suoi aspetti più anticlericali e irreligiosi. Il periodico rimase invece su una linea di cautela, sui rapporti fra Stato e Chiesa, per non compromettere relazioni diplomatiche fra la Santa Sede e le corti europee. Si occupò di missioni in America e in Asia ed ebbe diffusione all'estero, con una ristampa in lingua francese e più tardi anche in lingua tedesca.
Scoppiata la Rivoluzione francese il "Giornale ecclesiastico" di Roma assunse posizioni più rigide e condannò tutto il movimento giansenista. Luigi Cuccagni non distingueva la causa della Chiesa di Roma da quella dei sovrani assoluti, poiché il suo reazionarismo era esclusivamente religioso: «A me poco importa alla fine, che la Francia torni o non torni ad essere una Monarchia, ma desidero che torni a dominare la Religione Cattolica; e quando unico mezzo esser ne dovesse il ristabilimento della monarchia, vorrei che anch'essa fosse ristabilita.». Rimproverava anzi i sovrani, coalizzati contro la Francia, di combattere non per la gloria di Dio, ma per privato interesse.
Era favorevole a promuovere una crociata controrivoluzionaria, indetta dal papa: una illusione svaporata col trattato di Tolentino. Scrisse: «Prego Dio che si faccia il trattato, e la pace: e purché non ne soffra la Religione, io non mi affliggerò punto della perdita del temporale, al quale non sono attaccato. Quello che si può salvare, non biasimo che si procuri di salvarlo, ma quando non si possa far altrimenti, senza maggiori rovine, il mio voto è che si sacrifichi tutto il temporale per salvare il decoro della Chiesa e l'integrità della Religione: su di cui non si può venir a composizione.»  Criticava Pio VI, per aver trascurato di far il Papa per la vanagloria e ambizione di far il Principe e  pensando solo a smungere i sudditi.
Con la creazione della Repubblica romana e l'espulsione del papa, il periodico non fu soppresso. Nella Prefazione al tomo XIII, Cuccagni teorizzava - precorrendo di oltre mezzo secolo la posizione della rivista dei gesuiti "Civiltà Cattolica" - l'assoluta indifferenza della Chiesa nei confronti di forme di governo, precisando condizioni e limiti entro cui i cattolici potevano collaborare alla vita pubblica: l'opinione pubblica cattolica era infatti in grado di moderare gli attacchi più radicali mossi alla Chiesa e opporsi a leggi dello Stato, lesive dei principi religiosi.
Per difficoltà finanziarie perché privo di pensione, fu ospitato dal parroco della chiesa dei SS. Quirico e Giulitta. Venuti meno gli abbonamenti, il "Giornale ecclesiastico" di Roma chiuse.

### Manoscritti
- Epistolario con Giovanni Battista Molinelli (Genova Cornigliano, Archivio provinciale degli Scolopi).
- Epistolario con Giovanni Nani, vescovo di Brescia (Roma, Biblioteca nazionale centrale di Roma, Fondi minori, buste 718-719).
- Lettere varie (Venezia, Biblioteca del Civico museo Correr, Fondo Moschini).
- Lettere varie (Udine, Bibl. della Curia arcivescovile, Fondo Bartolini, 157, Lettere varie, vol. II).

### Altri suoi scritti
- Lettera dell'abate Luigi Cuccagni, rettore del Collegio Ibernese di Roma, ai signori Estensori del foglio periodico di Firenze che ha per titolo Continuazione degli Annali ecclesiastici, Roma, nella stamperia di Giovanni Zempel, 1783, SBN PARE049077.
- Dell'incredulità e dell'irreligione a cui conducono le dottrine dei moderni appellanti ragionamento dell'abate Luigi Cuccagni [...] che ha servito di prefazione al quinto tomo del Giornale Ecclesiastico per l'anno 1790, Roma, nella stamperia di Giovanni Zempel presso S. Lucia della Tinta, 1790, SBN RAVE003899.
- Del matrimonio cristiano e della diuina immediata potestà della Chiesa d'apporre ad esso gl'impedimenti che diconsi dirimenti breue trattato dell'abate Luigi Cuccagni, Roma, presso Giouanni Zempel, 1791, SBN RMLE031429.
- Dell'uso dell'umana ragione nelle cose della rivelazione, e della fede. Ragionamento dell'abate Luigi Cuccagni rettore del Collegio Ibernese di Roma che ha servito di prefazione al tomo 9. del Giornale ecclesiastico per l'anno 1794, Roma, presso Giovanni Zempel, 1794, SBN RT1E004561.
- Il Giansenismo senza difesa e mal difeso dall'abate Pietro Tamburini nelle sue lettere teologico-politiche sulla situazione delle cose ecclesiastiche. Opuscolo dell'abate Luigi Cuccagni rettore del Collegio Ibernese in Roma, Roma-Torino, presso Francesco Prato, 1795, SBN TO0E117675.
- Elogio storico dell'abate Francescantonio Zaccaria gia individuo della soppressa Compagnia di Gesu disteso dall'abate Luigi Cuccagni, Roma, presso Giovanni Zempel, 1796, SBN UBOE016036.

### Scritti su  Luigi Cuccagni
- Arturo Carlo Jemolo, L'abate Luigi Cuccagni e due Polemiche ecclesiastiche nel primo decennio del pontificato di Pio VI, in Atti dell'Accademia delle scienze di Torino, LXVII, Torino, 1931-1932,  pp. 25-52.
- Ernesto Codignola (a cura di), Carteggi di giansenisti liguri, vol. I-III, Firenze, Le Monnier, 1941-1942, SBN TO00164807.
- Nella Ferrini, L'abate Luigi Cuccagni da Città di Castello polemista cattolico del sec. XVIII, in Bollettino della Regia Deputazione di storia patria per l'Umbria, XL, Perugia, Unione tipografica cooperativa, 1943,  pp. 5-139, SBN TO00361305.
- Ernesto Codignola, Illuministi, giansenisti e giacobini nell'Italia del Settecento, Firenze, La Nuova Italia, 1947, SBN LO10260326.
- Paolo Alatri, Profilo storico del cattolicesimo liberale in Italia, vol, I, Il Settecento. Giansenismo, filogiansenismo e illuminismo cattolico, Palermo, S. F. Flaccovio, 1950, pp. 34, 77 s., SBN CUB0007340.
- Antonio Minciotti, La polemica di Luigi Cuccagni con Pietro Tamburini, Città di Castello, Tip. Grifagni-Donati, 1962, SBN CFI0477438.
- G. Pignatelli, Le origini settecentesche del cattolicesimo reazionario: la polemica antigiansenista del "Giornale ecclesiastico" di Roma, in Studi Storici: rivista trimestrale, XI anno=1970, Roma, Istituto Gramsci,  pp. 755-782, SBN RAV0030283.
- Carlo Falconi, Il giovane Mastai. Il futuro Pio IX dall'infanzia a Senigallia alla Roma della Restaurazione 1792-1827, Milano, Rusconi, 1981, pp. 443, 446-449, 483 ss., 644, 648-651, 723, 748-752, SBN RAV0122530.